# Lijst van onroerend erfgoed in Kortenaken
Een overzicht van het onroerend erfgoed in de gemeente Kortenaken. Het onroerend erfgoed maakt deel uit van het cultureel erfgoed in België.

## Bouwkundig erfgoed
| Object                                            | Erfgoedstatus?                             | Bouwjaar of architect | Deelgemeente    | Adres                | Coördinaten                   | Nummer? | Afbeelding                                        |
| ------------------------------------------------- | ------------------------------------------ | --------------------- | --------------- | -------------------- | ----------------------------- | ------- | ------------------------------------------------- |
| Parochiekerk Sint-Amor                            | Monument                                   |                       | Kortenaken      | Dorpsplein           | 50° 54' 35" NB, 5° 3' 27" OL  | 43327   | Parochiekerk Sint-Amor                            |
| Parochiekerk Sint-Amandus                         |                                            |                       | Hoeleden        | Kerkplein            | 50° 52' 6" NB, 4° 59' 8" OL   | 43331   | Parochiekerk Sint-Amandus                         |
| Gesloten hoeve                                    |                                            |                       | Hoeleden        | Hoeledensebaan 121   | 50° 52' 16" NB, 4° 59' 37" OL | 43332   | Gesloten hoeve                                    |
| Parochiekerk Sint-Servaas                         | Monument orgel (monument)                  |                       | Kersbeek-Miskom | Kersbeek-Dorp        | 50° 53' 12" NB, 4° 59' 40" OL | 43334   | Parochiekerk Sint-Servaas                         |
| Wouterlingenhof                                   |                                            |                       | Kersbeek-Miskom | Beekstraat 2         | 50° 53' 1" NB, 4° 59' 43" OL  | 43335   | Wouterlingenhof                                   |
| Parochiekerk Sint-Germanus                        | Monument                                   |                       | Kersbeek-Miskom | Kerkstraat           | 50° 53' 44" NB, 5° 0' 44" OL  | 43338   | Parochiekerk Sint-Germanus                        |
| Pastorie Sint-Germanusparochie                    | Monument                                   |                       | Kersbeek-Miskom | Miskom-Dorp 14       | 50° 53' 44" NB, 5° 0' 48" OL  | 43339   | Pastorie Sint-Germanusparochie                    |
| Parochiekerk Onze-Lieve-Vrouw                     | orgel (monument)                           |                       | Ransberg        | Dorpsstraat          | 50° 52' 31" NB, 5° 2' 24" OL  | 43340   | Parochiekerk Onze-Lieve-Vrouw                     |
| Kapel van de Zaligmaker of kapel van de Verlosser | Monument                                   |                       | Ransberg        | Dorpsstraat          | 50° 52' 15" NB, 5° 1' 56" OL  | 43341   | Kapel van de Zaligmaker of kapel van de Verlosser |
| Parochiekerk Sint-Bartholomeus                    | Monument orgel (monument)                  |                       | Waanrode        | Dorp                 | 50° 54' 59" NB, 5° 0' 15" OL  | 43343   | Parochiekerk Sint-Bartholomeus                    |
| Pastorie                                          |                                            |                       | Waanrode        | Dorp 1               | 50° 54' 57" NB, 5° 0' 14" OL  | 43345   | Pastorie                                          |
| Dorpswoning                                       |                                            |                       | Waanrode        | Dorp 11              | 50° 54' 57" NB, 5° 0' 17" OL  | 43347   | Dorpswoning                                       |
| Woonhuis van 1864                                 |                                            |                       | Waanrode        | Dorp 18              | 50° 54' 56" NB, 5° 0' 18" OL  | 43348   | Woonhuis van 1864                                 |
| Burgerhuis van 1854                               |                                            |                       | Waanrode        | Dorp 8               | 50° 54' 59" NB, 5° 0' 18" OL  | 43349   | Burgerhuis van 1854                               |
| Dwarsschuren                                      |                                            |                       | Waanrode        | Schipbroekstraat 3   | 50° 55' 6" NB, 5° 1' 33" OL   | 43351   | Dwarsschuren                                      |
| Pastorie Sint-Servatiusparochie                   | Monument                                   |                       | Kersbeek-Miskom | Kersbeek-Dorp 9      | 50° 53' 13" NB, 4° 59' 39" OL | 81821   | Pastorie Sint-Servatiusparochie                   |
| Kasteeldomein Waanrode                            | kasteeldomein                              |                       | Waanrode        | Klipgaardestraat 2-4 |                               | 134195  | Kasteeldomein Waanrode                            |
| Kasteeldomein Hogemeyer                           | kasteel (monument) kasteelhoeve (monument) |                       | Kersbeek-Miskom | Hoogemeyer 1         | 50° 53' 50" NB, 4° 59' 38" OL | 200103  | Kasteeldomein Hogemeyer                           |